# Marino Alonso
Marino Alonso (Zamora, 16 november 1965) is een Spaans voormalig wielrenner. Hij was beroepsrenner van 1986 tot 1998.

## Overwinningen
1987
- 2e etappe GP de la Bicicleta Eibarresa
- Santander
- 2e etappe Vuelta a los Tres Cantos

1988
- Santander
- Subida al Naranco
- 4e etappe Vuelta Ciclista a la Rioja

1989
- Eindklassement Ronde van Murcia
- 4e etappe Ronde van Catalonië

1993
- 5e etappe Ronde van Spanje

1994
- Grote Prijs Miguel Indurain
- 19e etappe Ronde van Spanje
- Eindklassement Ronde van Aragon

1995
- GP Llodio
- Trofeo Luis Ocana

1997
- Trofeo Luis Ocana
- 2e etappe Vuelta a los valles Mineros

## Resultaten in voornaamste wedstrijden
| Jaar | Ronde van Italië | Ronde van Frankrijk | Ronde van Spanje |
| ---- | ---------------- | ------------------- | ---------------- |
| 1988 |                  |                     | opgave           |
| 1989 |                  |                     | 28e              |
| 1990 |                  | 96e                 | 75e              |
| 1991 |                  | 123e                | 56e              |
| 1992 |                  | 98e                 | 93e              |
| 1993 |                  | 72e                 | 21e (1)          |
| 1994 |                  | opgave              | 34e (1)          |
| 1995 |                  | 78e                 | 46e              |
| 1996 |                  | 66e                 | 57e              |
| 1997 |                  | 61e                 | 35e              |
| 1998 |                  | opgave              |                  |

| Jaar | Milaan-San Remo | Amstel Gold Race | Luik-Bast.‑Luik | Waalse Pijl | Parijs-Tours |
| ---- | --------------- | ---------------- | --------------- | ----------- | ------------ |
| 1988 |                 |                  |                 |             |              |
| 1989 |                 |                  |                 |             |              |
| 1990 |                 | 88e              | 82e             | 92e         | 151e         |
| 1991 | 136e            |                  | 88e             | 31e         |              |
| 1992 | 198e            |                  |                 |             |              |
| 1993 |                 |                  |                 |             |              |
| 1994 |                 |                  |                 |             |              |
| 1995 |                 |                  |                 |             |              |
| 1996 |                 |                  |                 |             |              |
| 1997 |                 |                  |                 |             |              |
| 1998 |                 |                  |                 |             |              |

Wielerploegen van Marino Alonso
Agudelo ·
Aja · 
Alonso · 
Arenas ·
Blanco ·
Cárdenas ·
Chozas ·
Coll · 
Dejonckheere ·
H. Díaz ·
P. Díaz ·
Díaz de Otazu ·
Dietzen ·
Echave · 
Gómez ·
González · 
Gutiérrez ·
Hilse · 
Murillo ·
Ocaña ·
Ovando ·
Pacheco · 
Salva ·
Sarrapio ·
Urrutibeazcoa
Aja · 
Alonso · 
Blanco ·
Bruggmann ·
Camarillo ·
Chozas ·
Clère ·
Dejonckheere ·
Dietzen ·
Gómez ·
González · 
Gutiérrez ·
Hernández ·
Hilse · 
Leanizbarrutia ·
Lisaso ·
Martínez ·
Moratinos ·
Murillo ·
Ovando ·
Recalde ·
Rodríguez ·
Sarrapio ·
Urrutibeazcoa
Aja · 
Alonso · 
Blanco ·
Bruggmann ·
Camarillo ·
Carvalho ·
Clère ·
Dietzen ·
Gómez ·
González · 
Gutiérrez ·
Hernández ·
Hilse · 
Leanizbarrutia ·
Lisaso ·
Mazon ·
Navarro ·
Ovando ·
Pacheco ·
Recalde ·
Sánchez ·
Sarrapio ·
Schönenberger
Ahedo ·
Aja · 
Alonso · 
Antón ·
Camarillo ·
Clère ·
Córdoba ·
Dietzen ·
Elliott ·
Emonds ·
González · 
Gutiérrez ·
Hernández ·
Hilse · 
Leanizbarrutia ·
Martínez ·
Mazon ·
Montoya ·
Pacheco ·
Sánchez ·
Sarrapio ·
Sierra ·
Webster
Alonso ·
Arnaud ·
Carrera ·
de Las Cuevas ·
Delgado ·
Garmendia ·
González ·
Gonzalo ·
J. Gorospe ·
R. Gorospe ·
Indurain ·
Lukin ·
Martín ·
Martínez ·
Mujika ·
Rodríguez ·
Rondón ·
San Román ·
Santamaría ·
Uriarte
Alonso ·
Arnaud ·
Bernard ·
de Las Cuevas ·
de Santos ·
Delgado ·
Fuchs ·
Garmendia ·
J. Gorospe ·
R. Gorospe ·
M. Indurain ·
P. Indurain ·
Lazpiur ·
Lezaun ·
Lukin ·
Mujika ·
Martínez ·
Pacheco ·
Philipot ·
Rodríguez ·
Rondón ·
San Román ·
Santamaría ·
Uriarte
Alonso ·
Bernard ·
de Las Cuevas ·
de Santos ·
Delgado ·
Fuchs ·
Garmendia ·
J. Gorospe ·
R. Gorospe ·
M. Indurain ·
P. Indurain ·
Lazpiur ·
Lezaun ·
Lukin ·
Philipot ·
Rodríguez ·
San Román ·
Santamaría ·
Uriarte
Alonso ·
Arrieta ·
Bernard ·
de Las Cuevas (tot 30/06) ·
de Santos ·
Delgado ·
García ·
Garmendia ·
J. Gorospe ·
R. Gorospe ·
Heulot ·
M. Indurain ·
P. Indurain ·
Jiménez ·
Lazpiur ·
Lezaun ·
López ·
Philipot ·
Rodríguez ·
Rué ·
San Román ·
Santamaría ·
Uriarte ·
Casero (stagiair)
Alonso ·
Aparicio ·
Arrieta ·
Bernard ·
Casero ·
Crespo ·
de Santos ·
Delgado ·
D. García ·
Garmendia ·
González ·
Gorospe ·
Heulot ·
M. Indurain ·
P. Indurain ·
Jiménez ·
López ·
Martín ·
Mauri ·
Miranda ·
Montoya ·
Nijboer ·
Rué ·
Uriarte ·
J. A. Zarrabeitia ·
M. Zarrabeitia ·
Blanco (stagiair) ·
J. V. Garcia (stagiair) ·
Pascual (stagiair) 
Alonso ·
Aparicio ·
Arrieta ·
Blanco ·
Casero ·
Crespo ·
Davy ·
de Santos ·
D. García ·
J. V. Garcia ·
Garmendia ·
González ·
Hampsten ·
Heulot ·
M. Indurain   ·
P. Indurain ·
Jiménez ·
López ·
Miranda ·
Montoya ·
Nijboer ·
Rué ·
Uriarte ·
Zarrabeitia
Alonso ·
Aparicio ·
Arrieta ·
Blanco ·
Casero ·
Davy (tot 15/10) ·
Garcia ·
González ·
Hunt ·
M. Indurain     ·
P. Indurain ·
Jiménez ·
Miranda ·
Nazon (tot 31/08) ·
Nijboer ·
Rodrigues ·
Uriarte
Alonso ·
Aparicio ·
Arrieta ·
Beltrán ·
Blanco ·
Casero ·
de Las Cuevas ·
Fernández Ginés ·
Garcia ·
González ·
Hunt ·
Indurain ·
J. M. Jiménez ·
Miranda ·
Olano ·
A. Osa ·
U. Osa ·
Peña ·
Rodrigues ·
Uriarte ·
E. Jiménez (stagiair) ·
Lastras (stagiair) ·
Mancebo (stagiair)
Alonso ·
Arrieta ·
Barbosa ·
Beltrán ·
de Las Cuevas ·
Fernández Ginés ·
Garcia ·
Garmendia ·
Hunt ·
E. Jiménez ·
J. M. Jiménez ·
Lastras ·
Latasa ·
Mancebo ·
Navas ·
Odriozola ·
Olano   ·
A. Osa ·
U. Osa ·
Peña ·
Rodrigues ·
Solaun ·
Ferrío (stagiair) 